# Wereldhave Belgium
Wereldhave Belgium is een vastgoedbevak (GVV), welke alleen belegt in kantoren en retail in België.
Ongeveer twee derde van de aandelen Wereldhave Belgium zijn in handen van Wereldhave. De andere aandelen van Wereldhave Belgium worden verhandeld op de continumarkt van Euronext te Brussel. Eind 2010 nam Wereldhave Belgium vijf vastgoedprojecten van ING Real Estate Development over.
De beleggingsportefeuille van Wereldhave Belgium is eind 2020 onderverdeeld in de volgende sectoren:
- Winkelcentra (90%)
- Kantoren (10%)

De kantoren bevinden zich in Vilvoorde (Medialaan) en Antwerpen Berchem (De Veldekens). De winkelruimtes bevinden zich voornamelijk in het Franstalige gedeelte van België.

## Winkelcentra
Wereldhave Belgium telt 5 shopping centra in België:
- Ring Shopping in Kortrijk
- Shopping 1 in Genk
- Belle-Île in Luik
- Shopping Les Bastions in Doornik
- Nivelles Shopping in Nijvel